# 대한민국 민사소송법 제79조
대한민국 민사소송법 제79조는 독립당사자참가에 따른 소송에 대한 민사소송법 조문이다.

## 조문
제79조(독립당사자참가) (1) 소송목적의 전부나 일부가 자기의 권리라고 주장하거나, 소송결과에 따라 권리가 침해된다고 주장하는 제3자는 당사자의 양 쪽 또는 한 쪽을 상대방으로 하여 당사자로서 소송에 참가할 수 있다.
(2) 제1항의 경우에는 제67조 및 제72조의 규정을 준용한다.

## 같이 보기
- 공동소송
- 소송참가